# Абакан
Вижте пояснителната страница за други значения на Абакан.
Абака́н (на руски: Абакан; на хакаски: Ағбан) е столица на Република Хакасия в Русия, в Южен Сибир. Населението на града е 181 709 души през 2018 година.

## История
Острогът (крепост) на Абакан (на руски: Абаканский острог) е построен през 1675 г., около който възниква селище, известно като Абаканск. По време на Руската империя принадлежи към Енисейска губерния. Разрастващото се населено място е наричано Уст Абаканское (1823 – 1931), Абакан (1914 – 1925), Хакаск (1925 – 1931). Получава градски статут и сегашното си име през 1931 г.

## Население
| 1926    | 1931    | 1939    | 1959    | 1962    | 1967    | 1970    | 1976    |
| ------- | ------- | ------- | ------- | ------- | ------- | ------- | ------- |
| 3000    | 7700    | 37 000  | 56 416  | 63 000  | 78 000  | 90 136  | 118 000 |
| 1979    | 1982    | 1986    | 1989    | 1992    | 1996    | 1999    | 2001    |
| 128 311 | 140 000 | 145 000 | 154 092 | 158 000 | 162 000 | 169 000 | 167 900 |
| 2003    | 2005    | 2007    | 2009    | 2011    | 2013    | 2015    | 2016    |
| 165 200 | 164 700 | 163 100 | 163 362 | 165 200 | 169 760 | 176 212 | 179 200 |

## География
Градът е разположен в централната част на Минусинската котловина, при сливането на реките Енисей и Абакан, на приблизително същата географска ширина, на която се намират Хамбург и Минск.

### Климат
Климатът в града е умереноконтинентален. Средната годишна температура е 1,4 °C, средната влажност на въздуха е 69%, а средното количество годишни валежи е около 311 mm.
| Климатични данни за Абакан            | Климатични данни за Абакан | Климатични данни за Абакан | Климатични данни за Абакан | Климатични данни за Абакан | Климатични данни за Абакан | Климатични данни за Абакан | Климатични данни за Абакан | Климатични данни за Абакан | Климатични данни за Абакан | Климатични данни за Абакан | Климатични данни за Абакан | Климатични данни за Абакан | Климатични данни за Абакан |
| Месеци                                | яну.                       | фев.                       | март                       | апр.                       | май                        | юни                        | юли                        | авг.                       | сеп.                       | окт.                       | ное.                       | дек.                       | Годишно                    |
| Абсолютни максимални температури (°C) | 2                          | 7                          | 15                         | 26                         | 32                         | 36                         | 35                         | 32                         | 31                         | 22                         | 16                         | 3                          | 36                         |
| Средни максимални температури (°C)    | −13                        | −9                         | 1                          | 9                          | 18                         | 23                         | 26                         | 23                         | 16                         | 6                          | −5                         | −13                        | 7                          |
| Средни температури (°C)               | −18,4                      | −16                        | −6,2                       | 3,5                        | 11,4                       | 17,5                       | 19,9                       | 16,8                       | 10                         | 1,6                        | −7,9                       | −15,6                      | 1,4                        |
| Средни минимални температури (°C)     | −22                        | −21                        | −10                        | −3                         | 5                          | 11                         | 13                         | 11                         | 4                          | −2                         | −12                        | −20                        | −3                         |
| Абсолютни минимални температури (°C)  | −40                        | −38                        | −32                        | −22                        | −7                         | −2                         | 6                          | 1                          | −7                         | −20                        | −32                        | −42                        | −42                        |
| Средни месечни валежи (mm)            | 7,6                        | 5,7                        | 3,9                        | 11,2                       | 28,8                       | 58                         | 67,7                       | 58,2                       | 35                         | 17,5                       | 9,8                        | 7,9                        | 311,2                      |
| ------------------------------------- | -------------------------- | -------------------------- | -------------------------- | -------------------------- | -------------------------- | -------------------------- | -------------------------- | -------------------------- | -------------------------- | -------------------------- | -------------------------- | -------------------------- | -------------------------- |
| Източник: Weatherbase                 |                            |                            |                            |                            |                            |                            |                            |                            |                            |                            |                            |                            |                            |

## Икономика
Промишлеността на града е представена основно от машиностроенето (трактори, вагони, строителни кранове) и производството на строителни материали. Леката промишленост на града включва производството на дрехи, обувки, хранителни продукти и мебели. Абаканската ТЕЦ произвежда електроенергия от 1982 г., а през 2015 г. тук е открита най-голямата слънчева електроцентрала в Сибир с номинална мощност от 5,2 MW.

### Транспорт
Абакан разполага с летище и жп гара. Градският транспорт включва 32 автобусни и 9 тролейбусни линии.

## Други
Абакан (заедно с Тайшет) е крайна гара на главната железопътна линия Абакан-Тайшет, обслужва се от речно пристанище и летище, има промишлени предприятия.
В града функционират Хакаският държавен университет и 3 театъра.

## Побратимени градове
- Пирятин, Украйна